# Cantón el Cedral
Cantón el Cedral är en ort i Mexiko.   Den ligger i kommunen Huixtla och delstaten Chiapas, i den sydöstra delen av landet, 900 km sydost om huvudstaden Mexico City. Cantón el Cedral ligger 22 meter över havet och antalet invånare är 310.
Terrängen runt Cantón el Cedral är huvudsakligen platt, men norrut är den kuperad. Runt Cantón el Cedral är det ganska tätbefolkat, med 108 invånare per kvadratkilometer. Närmaste större samhälle är Huixtla, 7,7 km nordost om Cantón el Cedral. Omgivningarna runt Cantón el Cedral är en mosaik av jordbruksmark och naturlig växtlighet.